# Solveig Horne

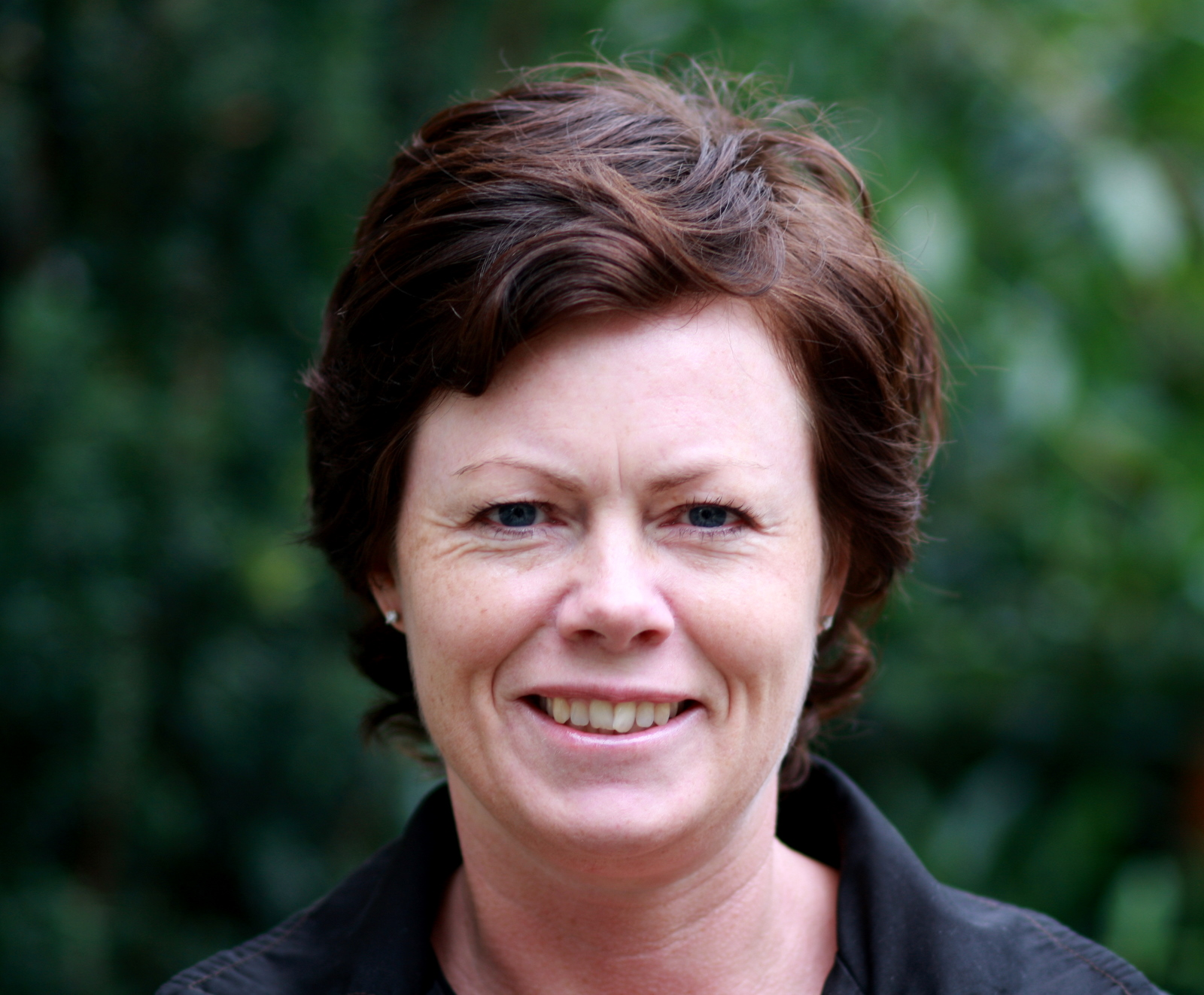
Solveig Horne, 2009

Solveig Horne (* 12. Januar 1969 in Haugesund) ist eine norwegische Politikerin der Fremskrittspartiet (FrP). Von Oktober 2013 bis Januar 2018 war sie die Kinder- und Gleichstellungsministerin ihres Landes, von 2005 bis 2021 Abgeordnete im Storting.

## Leben
Horne besuchte von 1985 bis 1987 die weiterführende Schule im Haushaltszweig und von 1987 bis 1988 in der Linie für Frischwaren. Ihre Lehre im Bereich des Fleischereiverkaufs beendete sie im Jahr 1990 mit einem Fachbrief. Anschließend arbeitete sie bis 1996 in ihrem gelernten Beruf. Von 1995 bis 2007 saß Horne im Kommunalparlament der Kommune Sola und von 1999 bis 2005 im Fylkesting des Fylkes Rogaland. Zwischen 2000 und 2006 war sie zudem Vorsitzende der Fremskrittspartiet in Rogaland.
Bei der Parlamentswahl 2005 zog Horne erstmals in das norwegische Nationalparlament Storting ein. Dort vertrat sie den Wahlkreis Rogaland und sie wurde zunächst Mitglied im Justizausschuss. Nach der Wahl 2009 wechselte sie in den Familien- und Kulturausschuss, dessen stellvertretende Vorsitzende sie wurde. In dieser Legislaturperiode war sie zudem Mitglied im Fraktionsvorstand der FrP-Gruppierung. Am 16. Oktober 2013 wurde sie zur Kinder-, Gleichstellungs- und Inklusionsministerin in der neu gebildeten Regierung Solberg ernannt. Zum 1. April 2016 wurde der Bereich der Inklusion aus ihrem Zuständigkeitsbereich entfernt und sie setzte als Kinder- und Gleichstellungsministerin fort. Ihre Amtszeit endete am 17. Januar 2018, als nach dem Regierungsbeitritt der Venstre-Partei einige Ministerposten neu verteilt wurden.
Nachdem sie aufgrund ihrer Regierungszugehörigkeit ihr Mandat im Storting ruhen lassen musste, kehrte sie daraufhin ins Parlament zurück. Dort wurde sie erneut Mitglied im Justizausschuss. Im Jahr 2018 bewarb sie sich für den Posten als Fylkesmann (heute Statsforvalter) von Rogaland, die Regierung wählte jedoch Bent Høie aus. Von September 2019 bis Januar 2020 war sie die zweite stellvertretende Fraktionsvorsitzende ihrer Fraktion. Im Januar 2020 wechselte sie zudem in den Kontroll- und Verfassungsausschuss des Parlaments. Im März 2020 erklärte sie, dass sie bei der Parlamentswahl 2021 nicht erneut für einen Sitz im Parlament kandidieren wolle. Sie schied in der Folge im Herbst 2021 aus dem Storting aus.